# Anne Montminy
Pour les articles homonymes, voir Montminy.
Anne Montminy (née le 28 janvier 1975 à Montréal) est une ancienne plongeuse canadienne.

## Carrière professionnelle
Pendant qu'elle pratiquait le plongeon, Montminy faisait des études en droit. Elle obtint un baccalauréat en droit (LL.B.) de l'université de Montréal en 1999, et une maîtrise (LL.M.) de l'école de droit de l'université de New York en 2002. Depuis, elle a exercé cette profession chez Davies Ward Phillips & Vineberg à Montréal, Clifford Chance LLP à San Francisco (Californie) et Howard Rice Nemerovski Canady Falk & Rabkin également à San Francisco. Elle est membre du Barreau de la Californie.

## Palmarès
- Jeux olympiques de 2000 à Sydney (Australie) : 
  -  Médaille d'argent du plongeon synchronisé sur plateforme à 10 m.
  -  Médaille de bronze du plongeon individuel sur plateforme à 10 m.
- Autres distinctions
  - Médaille de l'Assemblée nationale en 2000[1]